# میدان واتسلاو

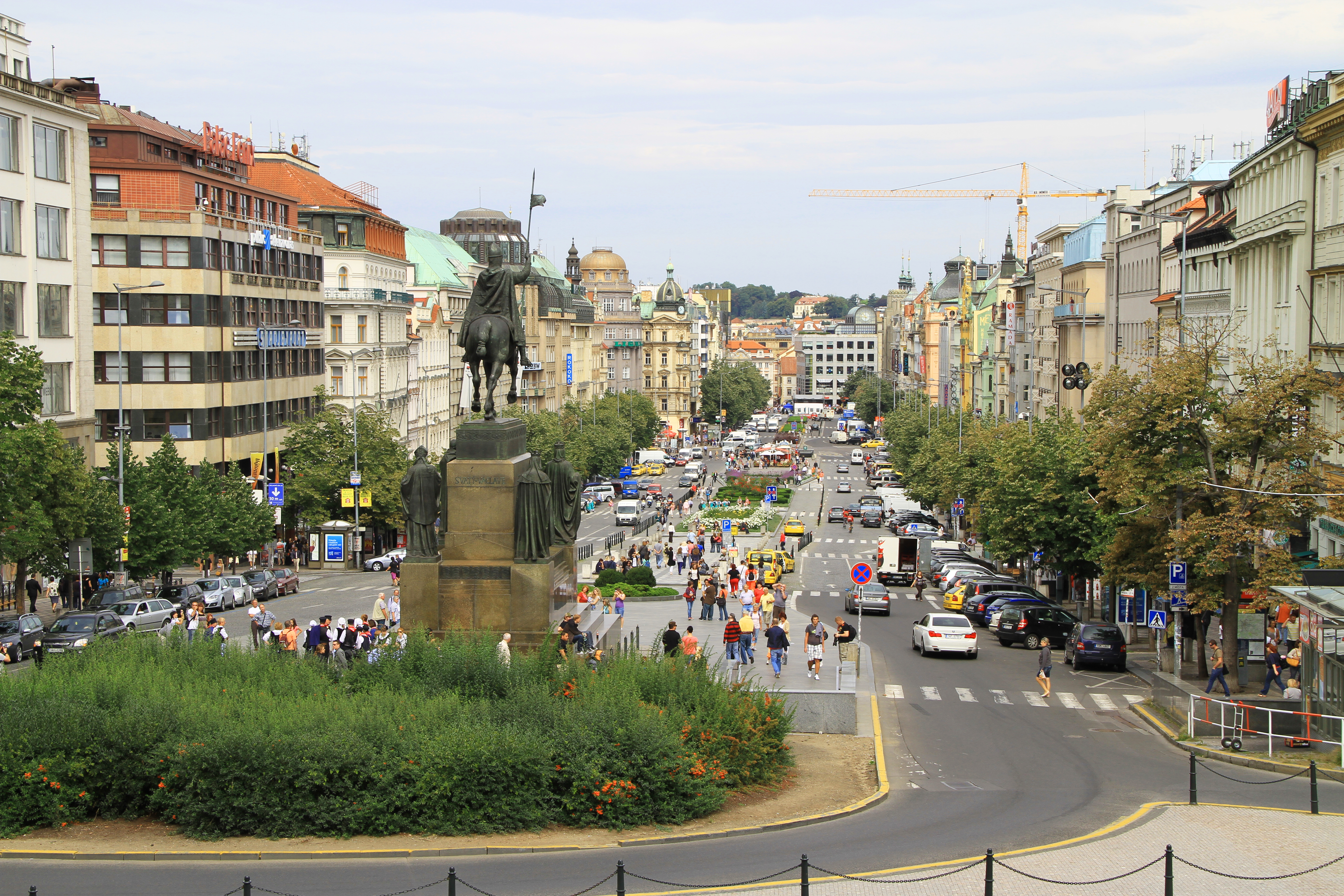
نمایی ازمیدان و بلوار واتسلاو

میدان واتسلاو (به چکی: Václavské náměstí) از میدان‌های اصلی پراگ، پایتخت جمهوری چک است.

## اهمیت تاریخی
یان پالاخ در روز ۱۶ ژانویه ۱۹۶۹ میلادی، در بلوار واتسلاو، در اعتراض به تهاجم اوت ۱۹۶۸ نیروهای پیمان ورشو به چکسلواکی اقدام به خودسوزی کرد.